# William Chalmers (Kaufmann)

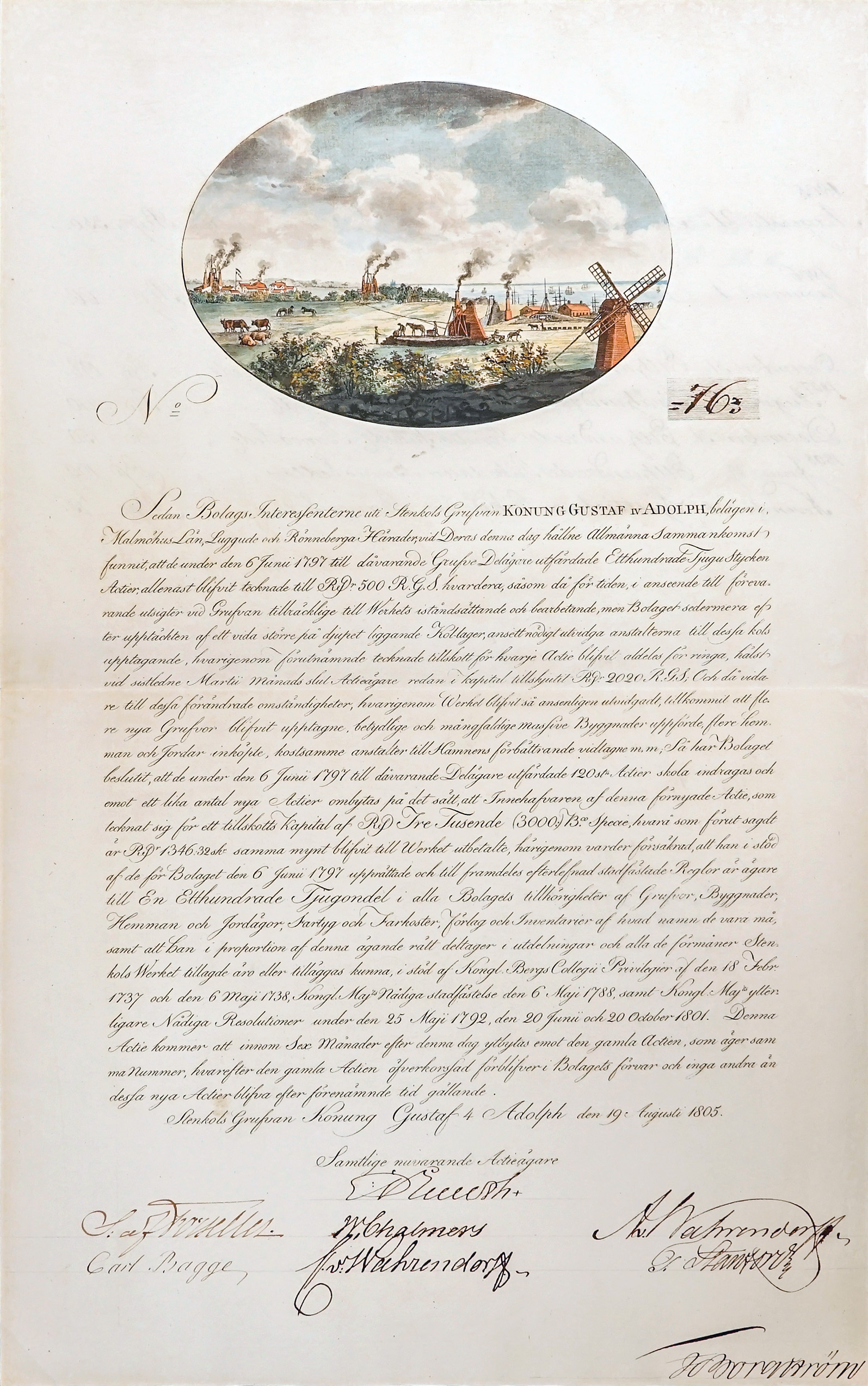
Aktie des Steinkohlenbergwerks König Gustaf IV. Adolph über 3.000 Riksdaler Specie, ausgegeben am 19. August 1805, im Original unterschrieben u. a. von den Gründern Eric Ruuth und William Chalmers. Eines der ältesten schwedischen Unternehmen, heute Höganäs AB.

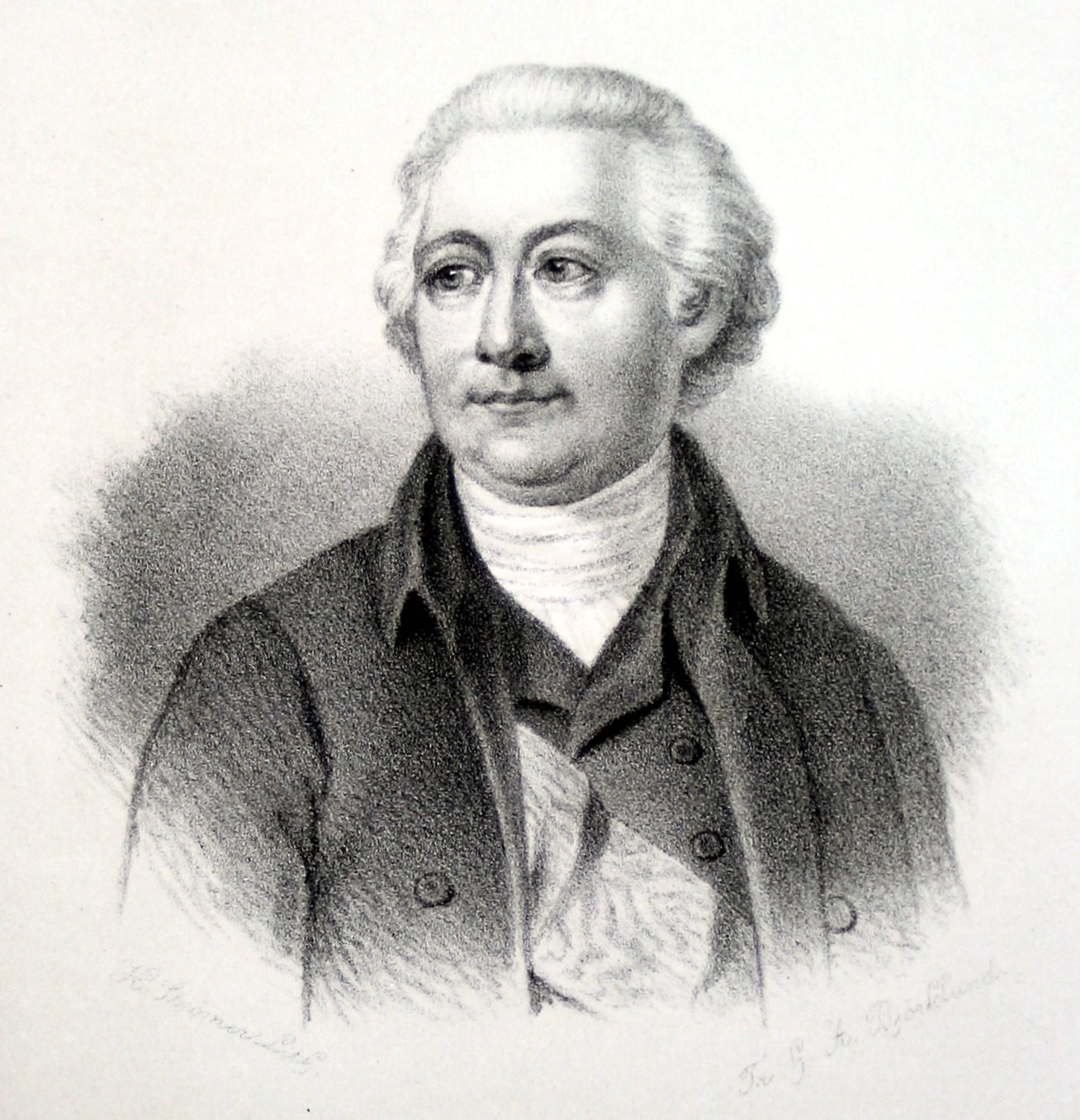
William Chalmers (Darstellung von 1875)

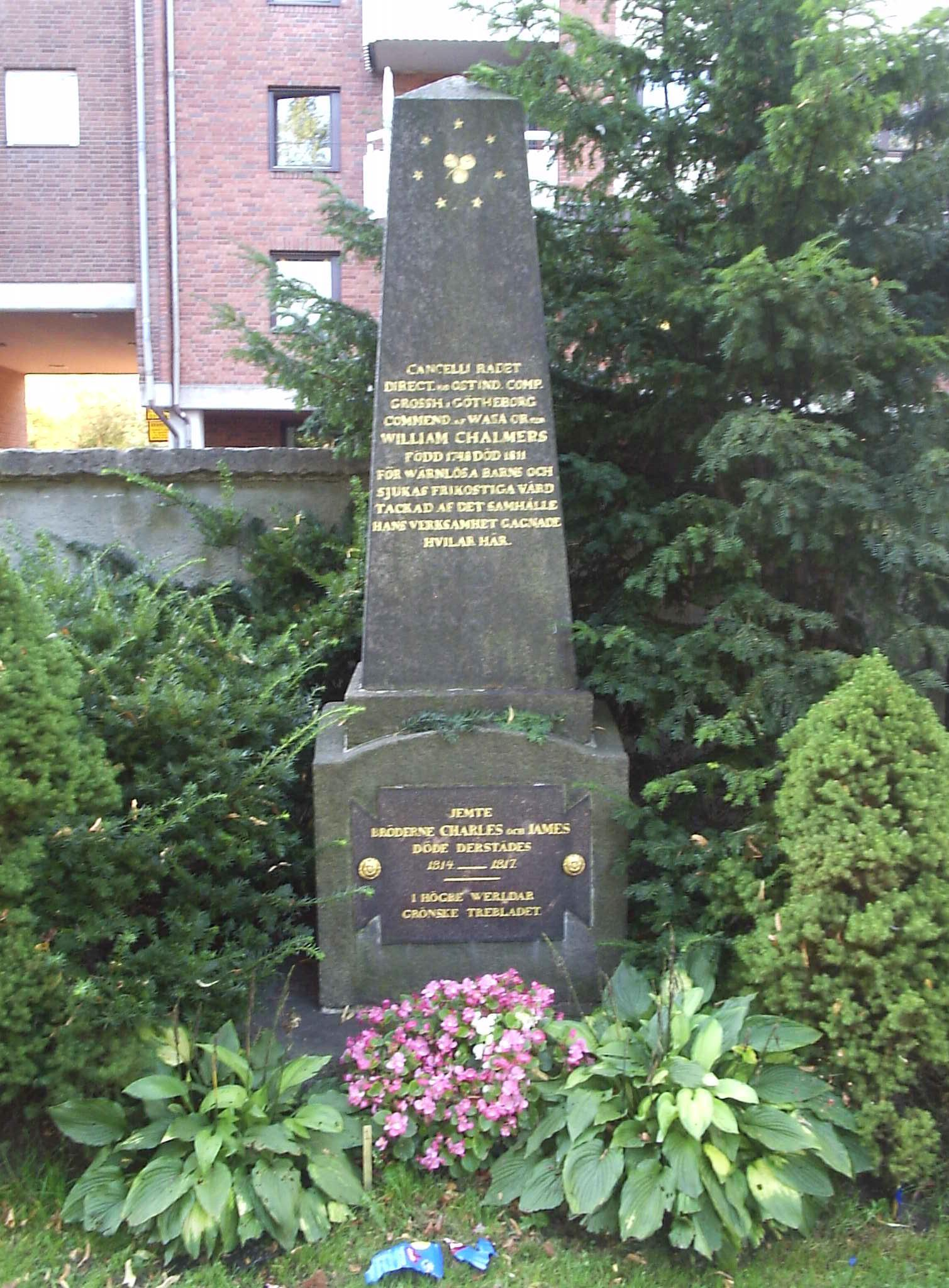
William Chalmers’ Grab in Göteborg

William Chalmers (* 13. November 1748 in Göteborg; † 3. Juli 1811 ebenda) war ein schwedischer Kaufmann. Er war Direktor der Schwedischen Ostindien-Kompanie.

## Leben
Chalmers wuchs in Göteborg als Sohn des schottischen Kaufmanns William Chalmers und dessen schwedischer Frau Inga Orre auf. Er wurde Direktor der Schwedischen Ostindien-Kompanie. Als deren Vertreter und Aufseher lebte er von 1783 bis 1793 in Kanton und Macau, wo viele europäische Nationen Handelsstützpunkte errichteten. 1795 gründete er die erste mechanische Baumwollspinnerei Schwedens in Lerum.
Chalmers war schon 1774 Mitglied der Königlichen Wissenschafts- und Literaturgesellschaft in Göteborg geworden. 1811 bestimmte er testamentarisch einen Teil seines Vermögens zur Gründung einer „industriellen Schule“. Daraus wurde 1829 die Technische Hochschule Chalmers in Göteborg.